# サンミゲル島 (フィリピン)
サンミゲル島（サンミゲルとう）はアルバイ州のラゴノイ湾南西側に位置する島。タバコ市の一部となっている。
Angas、Hacienda、Rawis、Sagurong、Visitaの5個のバランガイを含んでいる。主な経済活動は農業、漁業、籠や敷物織り、牛飼いなどである。
この島の東にはカグラライ島、バタン島、ラプラプ島などが存在する。
座標: 北緯13度22分50秒 東経123度48分21秒 / 北緯13.38044度 東経123.8058度